# Familien Schoenflies und Hirschfeld
Die Familien Schoenflies und Hirschfeld waren und sind deutsch-jüdische Familien in Deutschland, die einige bekannte Wissenschaftler und andere Persönlichkeiten hervorbrachten. Darunter waren der Philosoph Walter Benjamin, die Dichterin Gertrud Kolmar, der Archäologe Gustav Hirschfeld und der Mathematiker Arthur Schoenflies. Einige Familienangehörigen wurden im Holocaust ermordet.

## Familie Hirschfeld

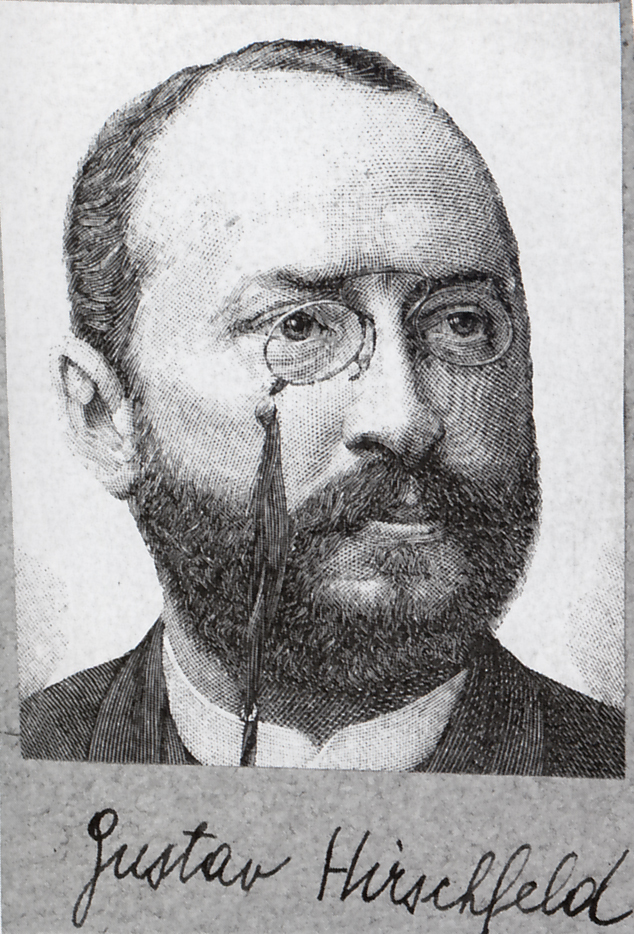
Gustav Hirschfeld

Die Familie Hirschfeld lebte im 19. Jahrhundert in Pommern. Johanna Hirschfeld heiratete 1839 den jüdischen Kaufmann Moritz Schoenflies. Deren Söhne Martin und Georg Schoenflies heirateten ihre Cousinen Rosalie und Hedwig Hirschfeld, wodurch die Beziehungen zwischen beiden Familien noch verstärkt wurden.
- Samuel Hirschfeld ⚭ Rösel Boas
  - Hermann Hirsch Hirschfeld (1810–1880 Berlin) ⚭ Henriette Stargardt (1821–1883 Berlin)
    - Rosalie Hirschfeld (1844–1916), Frauenrechtlerin und Lehrerin in Riga und Berlin ⚭ Samuel Martin Schoenflies (1840–1879), ihren Cousin, Fachschullehrer in Lübeck und Riga –  Nachkommen
    - Hedwig Hirschfeld (1869/70–1930) ⚭ Georg Schoenflies (1841–1894), ihren Cousin, Tabakfabrikant in Berlin – Nachkommen
    - Gustav Hirschfeld (1847–1895), Archäologe ⚭ 1876 Margarethe Bredschneider (1854–nach 1924)[1]
      - Werner Hirschfeld (1882–1914), Kunsthistoriker

  - Johanna (Nache) Hirschfeld (1817–1879) aus Pyritz ⚭ Moritz (Moses) Isaak Schoenflies (1812–1886), Zigarrenfabrikant in Landsberg an der Warthe – Nachkommen

(Es gibt bisher keine Informationen über mögliche gemeinsame Vorfahren mit dem Kolberger Arzt Hermann Hirschfeld (1825–1883), dem Vater des bekannten Sexualwissenschaftlers Magnus Hirschfeld.)

## Familie Schoenflies
Der Name der Familie leitete sich möglicherweise von dem Ort Schönfließ in Pommern her.
- Isaac Abraham Schoenflies (1772–1825), Kaufmann in Schwerin an der Warthe ⚭ Ester Moses Levin (1778–1844)
  - Moritz (Moses) Isaak Schoenflies (1812–1886), Zigarrenfabrikant in Landsberg an der Warthe ⚭ 1839 Johanna Hirschfeld
    - Samuel Martin Schoenflies (1840–1879), Direktor der Gewerbeschule in Lübeck, 1879 Professor in Riga ⚭ 1872 Rosalie Hirschfeld (1844–1916), seine Cousine,  Frauenrechtlerin und Lehrerin
      - Emilie Dorothea (möglich  Dora Schoenflies (1874–1926), Schriftstellerin)

    - Georg Schoenflies (1841–1894), Tabak- und Zigarettenfabrikant in Berlin ⚭ 1868 Hedwig Hirschfeld, seine Cousine, – Nachkommen
    - Rosalie Schoenflies (* 1842) ⚭ Lesser Knoller, Kaufmann in Magdeburg
      - 4 Kinder

    - Sophie Schoenflies (* 1842), Zwilling von Rosalie  ⚭ Samuel Pollack, Kaufmann in Magdeburg
      - 6 Kinder

    - Bertha Beatrice Schoenflies (1843–1924) ⚭ 1867 Hermann Pick (* 1839), Kaufmann und Destillateur
      - Ludwig Pick (1868–1944 Theresienstadt), Pathologe in Berlin
      - Georg Pick (1869–1929), Reichsgerichtsrat
      - Emil Pick
      - Margarethe Pick

    - Arthur Schoenflies (1853–1928),  Mathematiker ⚭ Emma Levin (1868–1939)
      - Hanna Schoenflies (1897–1985) ⚭ Ernst Kaemmel (1890–1970), Finanz- und Wirtschaftswissenschaftler
      - Albert Schoenflies (1898–1944 in Auschwitz), Landgerichtsrat in Königsberg ⚭ Ilse Eisenberg (gestorben 1944 in Auschwitz)
      - Elisabeth Schoenflies (1900–1991) ⚭ Erich Kaufmann-Bühler (1899–1967), Gymnasialdirektor in Heidelberg
        - Walter Kaufmann-Bühler (1944–1986), Mathematiker[3]

      - Eva Schoenflies (1901–1944 Suizid) ⚭ Karlfried Sonntag, Bauingenieur
      - Lotte Schoenflies (1905–1981) ⚭ Cyril Levy, Pelzhändler

Georg Schoenflies und Hedwig Hirschfeld
- Georg Schoenflies ⚭ Hedwig Hirschfeld 1868
  - Pauline Schoenflies (1869/1870–1930) ⚭ Emil Benjamin (1856–1926), Antiquitätenhändler, 
    - Walter Benjamin (1892–1940 Portbou), bekannter Philosoph und Publizist ⚭ 1917 Dora Sophie Pollak, geb. Kellner (1890–1964)
      - Stefan Rafael Benjamin (1918–1972)

    - Georg Benjamin (1895–1942 Mauthausen) ⚭ Hilde Lange (1902–1989), Justizministerin der DDR
      - Michael Benjamin (1932–2000), Jurist und Abgeordneter

    - Dora Benjamin (1901–1946), Sozialwissenschaftlerin

  - Elise Schoenflies (1872–1930) ⚭ Ludwig Chodziesner (1861–1943), Rechtsanwalt
    - Gertrud Kolmar (1894–ca. 1943), bekannte Schriftstellerin
    - Hilde Chodziesner ⚭ Peter Wenzel

  - Clara Schoenflies (1874–ca. 1940) ⚭ Alexander Wischwinsky (später Wissing), Arzt
    - Egon Wissing, Röntgenologe

  - Martha Schoenflies (1877–1946) ⚭ Fritz Crzellitzer (1876–1942), Architekt, (Cousin von Arthur Czellitzer (1871–1943), Augenarzt und Genealoge[4])
    - Franz Crzellitzer (1905–1979), Komponist
    - Robert Crzellitzer (1907–1940 in Frankreich), Ingenieur ⚭ 1933 Ruth Neufeld
      - 2 Kinder

    - Hedwig Crzellitzer (1909–1957 in Rom), Modezeichnerin ⚭ Vittorio Cramer (geb. 1907)

## Weitere Familien
Levin
Simon Marcus (Levin) war seit 1697 als Schutzjude in Landsberg an der Warthe in der Neumark ansässig. Dessen Urenkelin Ester Moses Levin (1778–1844)  heiratete Isaak Abraham Schönflies (1772–1825) und begründete die gemeinsame Familie Schönflies.
1896 heiratete Emma Levin den Mathematiker Arthur Schoenflies, wodurch es eine erneute Verbindung zwischen diesen Familien kam.
(Jüngere Linie)
- Albert Louis Levin (gestorben 1896), Kaufmann, später Bankier in Berlin ⚭ Bertha Goldschmidt
  - Emma Levin (1868–1939) ⚭ Berlin 1896 Arthur Schoenflies – Nachkommen
  - Julie Levin (1866–1943), Schriftstellerin ⚭ 1888 Julius Elias (1861–1927), Schriftsteller, Kunsthistoriker, Verleger

## Familienforschung
Moritz Schoenflies hat Aufzeichnungen zur Familiengeschichte (1875) angefertigt.
Einen Stammbaum der Familie haben danach Peter Wenzel (1933) und Hilde Wenzel (1961) erstellt.
Weitere ältere Literatur zur Familiengeschichte ist
- Arthur Czellitzer: Geschichte meiner Familie. Tilburg 1942, S. 35–46, mit Stammbaum der Familie Crzellitzer. (Digitalisat beim Leo Baeck Institute, pdf, 113,572 MB)
- Gershom Scholem: Ahnen und Verwandte Walter Benjamins. In: Gershom Scholem, Rolf Tiedemann (Hrsg.): Walter Benjamin und sein Engel. Vierzehn Aufsätze und kleine Beiträge. Suhrkamp 1983, S. 128–154.
- Rudolf Fritsch: Schoenflies, Arthur Moritz. In: Neue Deutsche Biographie (NDB). Band 23, Duncker & Humblot, Berlin 2007, ISBN 978-3-428-11204-3, S. 412 f. (Digitalisat)., mit vielen genealogischen Angaben